# 2025-ös úszó-világbajnokság
A 2025-ös úszó-világbajnokságot a Nemzetközi Úszószövetség (FINA) szervezésében Szingapúr rendezte.
Az előző világbajnoksághoz képest a 3 kilométeres nyílt vízi úszással bővült a világbajnokság versenyprogramja. A versenytávot három részletben teljesítették az indulók, kieséses rendszerben. Az első fordulóban 1,5 kilométert úsztak, a forduló minden futamából 10 versenyző juthatott tovább. A második forduló távja 1 km volt, innen a legjobb 10 jutott a döntőbe, ahol 500 méteres távon dőlt el a bajnoki cím sorsa.

## A helyszín kiválasztása
A FINA 2019. július 21-én Kvangdzsuban döntött a 2025-ös és a 2027-es világbajnokság helyszínéről. A 2025-ös vb-t Kazanynak ítélte oda a Nemzetközi Úszószövetség, míg a 2027-est Budapestnek. Kazany legutóbb 2015-ben adott otthont a sporteseménynek. 2023 februárjában a World Aquatics Kazany helyett Szingapúrnak adta a rendezés jogát.

## Menetrend
A részletes menetrendet 2024. december 12-én jelentették be.
| ● | Nyitóünnepség | ● | Versenyszámok | ● | Döntők | ● | Záróünnepség | F | Férfi mérkőzések | N | Női mérkőzések |

| Július/Augusztus    | 10 | 11 | 12 | 13 | 14 | 15 | 16 | 17 | 18 | 19 | 20 | 21 | 22 | 23 | 24 | 25 | 26 | 27 | 28 | 29 | 30 | 31 | 1  | 2  | 3  | Összesen |
| ------------------- | -- | -- | -- | -- | -- | -- | -- | -- | -- | -- | -- | -- | -- | -- | -- | -- | -- | -- | -- | -- | -- | -- | -- | -- | -- | -------- |
| Ünnepségek          | ●  |    |    |    |    |    |    |    |    |    |    |    |    |    |    |    |    |    |    |    |    |    |    |    | ●  | –        |
| Úszás               |    |    |    |    |    |    |    |    |    |    |    |    |    |    |    |    |    | 4  | 4  | 5  | 5  | 5  | 5  | 6  | 8  | 42       |
| Nyílt vízi úszás    |    |    |    |    |    |    | 2  |    | 2  | 2  | 1  |    |    |    |    |    |    |    |    |    |    |    |    |    |    | 7        |
| Szinkronúszás       |    |    |    |    |    |    |    |    | ●  | 2  | 1  | 2  | 2  | 1  | 1  | 2  |    |    |    |    |    |    |    |    |    | 11       |
| Műugrás             |    |    |    |    |    |    |    |    |    |    |    |    |    |    |    |    | 2  | 2  | 2  | 2  | 1  | 1  | 1  | 1  | 1  | 13       |
| Szupertoronyugrás   |    |    |    |    |    |    |    |    |    |    |    |    |    |    | ●  | ●  | 1  | 1  |    |    |    |    |    |    |    | 2        |
| Vízilabda           |    | N  | F  | N  | F  | N  | F  | N  | F  | N  | F  | N  | F  | N  | F  |    |    |    |    |    |    |    |    |    |    | 2        |
| Összes aznapi döntő | 0  | 0  | 0  | 0  | 0  | 0  | 2  | 0  | 2  | 4  | 2  | 2  | 2  | 2  | 2  | 2  | 3  | 7  | 6  | 7  | 6  | 6  | 6  | 7  | 9  | 77       |
| Összesítés          | 0  | 0  | 0  | 0  | 0  | 0  | 2  | 2  | 4  | 8  | 10 | 12 | 14 | 16 | 18 | 20 | 23 | 30 | 36 | 43 | 49 | 55 | 61 | 68 | 77 | –        |

## Magyar szereplés
| Érem      | Versenyző | Versenyszám                  | Dátum        |
| --------- | --- | ---------------------------- | ------------ |
| Aranyérem | Kós Hubert | 200 m hát                    | augusztus 1. |
| Ezüstérem | Betlehem Dávid | Férfi kieséses sprint (3 km) | július 19.   |
| Ezüstérem | Magyar férfi vízilabda-válogatott Angyal Dániel Burián Gergely Csoma Kristóf Fekete Gergő Jansik Szilárd Kovács Péter Manhercz Krisztián Mizsei Márton Molnár Erik Nagy Ádám Nagy Ákos Vámos Márton Vigvári Vendel Vigvári Vince Vismeg Zsombor            | Férfi vízilabda              | július 24.   |
| Ezüstérem | Magyar női vízilabda-válogatott Dömsödi Dalma Faragó Kamilla Garda Krisztina Hajdú Kata Keszthelyi Rita Leimeter Dóra Neszmély Boglárka Peresztegi Nagy Kinga Rybanska Natasa Sümegi Nóra Szilágyi Dorottya Tiba Panna Torma Luca Varró Eszter Vályi Vanda | Női vízilabda                | július 23.   |
| Bronzérem | Fábián Bettina | Női kieséses sprint (3 km)   | július 19.   |
| Bronzérem | Fábián Bettina Mihályvári-Farkas Viktória Rasovszky Kristóf Betlehem Dávid | csapat nyílt vízi úszás      | július 20.   |
| Bronzérem | Kós Hubert | Férfi 200 m vegyes           | július 31.   |

## Éremtáblázat
*    Szingapúr (rendező)
  *    Magyarország
| Helyezés             | Nemzet                  | Arany | Ezüst | Bronz | Összesen |
| -------------------- | ----------------------- | ----- | ----- | ----- | -------- |
| 1.                   | Kína                    | 15    | 12    | 10    | 37       |
| 2.                   | Ausztrália              | 13    | 7     | 8     | 28       |
| 3.                   | Egyesült Államok        | 10    | 11    | 11    | 32       |
| 4.                   | Független résztvevők B  | 6     | 8     | 4     | 18       |
| 5.                   | Németország             | 6     | 3     | 1     | 10       |
| 6.                   | Spanyolország           | 4     | 3     | 5     | 12       |
| 7.                   | Franciaország           | 4     | 1     | 5     | 10       |
| 8.                   | Kanada                  | 4     | 1     | 4     | 9        |
| 9.                   | Olaszország             | 2     | 11    | 6     | 19       |
| 10.                  | Románia                 | 2     | 0     | 1     | 3        |
| 11.                  | Tunézia                 | 2     | 0     | 0     | 2        |
| 12.                  | Japán                   | 1     | 4     | 3     | 8        |
| 12.                  | Mexikó                  | 1     | 4     | 3     | 8        |
| 14.                  | Magyarország*           | 1     | 3     | 3     | 7        |
| 15.                  | Nagy-Britannia          | 1     | 2     | 2     | 5        |
| 16.                  | Dél-afrikai Köztársaság | 1     | 2     | 1     | 4        |
| 17.                  | Hollandia               | 1     | 0     | 2     | 3        |
| 18.                  | Görögország             | 1     | 0     | 1     | 2        |
| 19.                  | Ausztria                | 1     | 0     | 0     | 1        |
| 19.                  | Litvánia                | 1     | 0     | 0     | 1        |
| 21.                  | Svájc                   | 0     | 2     | 0     | 2        |
| 22.                  | Független résztvevők A  | 0     | 1     | 2     | 3        |
| 23.                  | Észak-Korea             | 0     | 1     | 1     | 2        |
| 23.                  | Belgium                 | 0     | 1     | 1     | 2        |
| 25.                  | Ukrajna                 | 0     | 1     | 0     | 1        |
| 25.                  | Lengyelország           | 0     | 1     | 0     | 1        |
| 27.                  | Monaco                  | 0     | 0     | 1     | 1        |
| 27.                  | Kirgizisztán            | 0     | 0     | 1     | 1        |
| 27.                  | Dél-Korea               | 0     | 0     | 1     | 1        |
| Összesen (29 nemzet) | Összesen (29 nemzet)    | 77    | 79    | 77    | 233      |

## Eredmények

### Úszás
| - WR – világrekord - CR – világbajnoki rekord - WJ – ifjúsági világrekord - AF – Afrika-rekord - AM – Amerika-rekord | - AS – Ázsia-rekord - ER – Európa-rekord - OC – Óceánia-rekord - NR – országos rekord |

A csillaggal jelölt úszók az előfutamban vettek részt, de érmet kaptak.

#### Férfiak
| Versenyszám            | Arany | Arany          | Ezüst | Ezüst      | Bronz | Bronz            |
| ---------------------- | --- | -------------- | --- | ---------- | --- | ---------------- |
| 50 m gyorsúszás        | Cameron McEvoy · Ausztrália | 21,14          | Ben Proud · Nagy-Britannia | 21,26      | Jack Alexy · Egyesült Államok | 21,46            |
| 100 m gyorsúszás       | David Popovici · Románia | 46,51 CR, ER   | Jack Alexy · Egyesült Államok | 46,92      | Kyle Chalmers · Ausztrália | 47,17            |
| 200 m gyorsúszás       | David Popovici · Románia | 1:43,53        | Luke Hobson · Egyesült Államok | 1:43,84    | Tatsuya Murasa · Japán | 1:44,54          |
| 400 m gyorsúszás       | Lukas Märtens · Németország | 3:42,35        | Samuel Short · Ausztrália | 3:42,37    | Kim Umin (Kim Woo-min) · Dél-Korea | 3:42,60          |
| 800 m gyorsúszás       | Ahmed Jaouadi · Tunézia | 7:36,88        | Sven Schwarz · Németország | 7:39,96    | Lukas Märtens · Németország | 7:40,19          |
| 1500 m gyorsúszás      | Ahmed Jaouadi · Tunézia | 14:34,41       | Sven Schwarz · Németország | 14:35,69   | Bobby Finke · Egyesült Államok | 14:36,60         |
| 50 m hátúszás          | Kliment Kolesznyikov Független résztvevők B | 23,68 CR       | Pieter Coetze · Dél-afrikai Köztársaság | 24,17 AF   | Nem osztották ki | Nem osztották ki |
| 50 m hátúszás          | Kliment Kolesznyikov Független résztvevők B | 23,68 CR       | Pavel Szamuszenko Független résztvevők B | 24,17 AF   | Nem osztották ki | Nem osztották ki |
| 100 m hátúszás         | Pieter Coetze · Dél-afrikai Köztársaság | 51,85 AR       | Thomas Ceccon · Olaszország | 51,90      | Yohann Ndoye-Brouard · Franciaország | 51,92 NR         |
| 200 m hátúszás         | Kós Hubert · Magyarország | 1:53,19 ER     | Pieter Coetze · Dél-afrikai Köztársaság | 1:53,36 AF | Yohann Ndoye-Brouard · Franciaország | 1:54,62          |
| 50 m mellúszás         | Simone Cerasuolo · Olaszország | 26,58          | Kirill Prigoda Független résztvevők B | 26,62      | Csin Haj-jang (Qin Haiyang) · Kína | 26,67            |
| 100 m mellúszás        | Csin Haj-jang (Qin Haiyang) · Kína | 58,23          | Nicolò Martinenghi · Olaszország | 58,58      | Denis Petrashov · Kirgizisztán | 58,88            |
| 200 m mellúszás        | Csin Haj-jang (Qin Haiyang) · Kína | 2:07,41        | Vatanabe Ippei · Japán | 2:07,70    | Caspar Corbeau · Hollandia | 2:07,73          |
| 50 m pillangóúszás     | Maxime Grousset · Franciaország | 22,48 NR       | Noè Ponti · Svájc | 22,51 NR   | Thomas Ceccon · Olaszország | 22,67 NR         |
| 100 m pillangóúszás    | Maxime Grousset · Franciaország | 49,62 ER       | Noè Ponti · Svájc | 49,83      | Ilya Kharun · Kanada | 50,07            |
| 200 m pillangóúszás    | Luca Urlando · Egyesült Államok | 1:51,87        | Krzysztof Chmielewski · Lengyelország | 1:52,64    | Harrison Turner · Ausztrália | 1:54,17          |
| 200 m vegyesúszás      | Léon Marchand · Franciaország | 1:53,68        | Shaine Casas · Egyesült Államok | 1:54,30    | Kós Hubert · Magyarország | 1:55,34          |
| 400 m vegyesúszás      | Léon Marchand · Franciaország | 4:04,73        | Macusita Tomojuki · Japán | 4:08,32    | Ilja Borogyin Független résztvevők B | 4:09,16          |
| 4 × 100 m gyorsváltó   | Ausztrália · Flynn Southam (47,77) · Kai Taylor (47,04) · Maximillian Giuliani (47,63) · Kyle Chalmers (46,53)                                                      | 3:08,97 CR, OC | Olaszország · Carlos D'Ambrosio (47,78) · Thomas Ceccon (47,10) · Lorenzo Zazzeri (47,36) · Manuel Frigo (47,34) · Leonardo Deplano*                       | 3:09,58 NR | Egyesült Államok · Jack Alexy (47,24) · Patrick Sammon (47,03) · Chris Guiliano (47,43) · Jonny Kulow (47,94) · Shaine Casas* · Destin Lasco* | 3:09,64          |
| 4 × 200 m gyorsváltó   | Nagy-Britannia · Matt Richards (1:45,37) · James Guy (1:45,00) · Jack McMillan (1:45,65) · Duncan Scott (1:43,82) · Evan Jones* · Tom Dean*                         | 6:59,84        | Kína · Ji Xinjie (1:46,22) · Pan Csan-lö (Pan Zhanle) (1:44,41) · Vang Sun (Wang Shun) (1:46,08) · Zhang Zhanshuo (1:44,20) · Fei Liwei*                   | 7:00,91 AS | Ausztrália · Flynn Southam (1:45,85) · Charlie Hawke (1:45,57) · Kai Taylor (1:44,64) · Maximillian Giuliani (1:44,92) · Edward Sommerville*  | 7:00,98          |
| 4 × 100 m vegyes váltó | Független résztvevők B Miron Lifincev (52,44) Kirill Prigoda (57,92) Andrej Minakov (50,17) Jegor Kornyev (46,40) Kliment Kolesznyikov* Ivan Kozhakin* Ivan Girjov* | 3:26,93 CR, ER | Franciaország · Yohann Ndoye-Brouard (52,26) · Léon Marchand (58,44) · Maxime Grousset (49,27) · Yann Le Goff (47,99) · Jeremie Delbois* · Clément Secchi* | 3:27,96    | Egyesült Államok · Tommy Janton (53,37) · Josh Matheny (59,00) · Dare Rose (50,30) · Jack Alexy (45,95) · Campbell McKean*                    | 3:28,62          |

#### Nők
| Versenyszám            | Arany | Arany          | Ezüst | Ezüst       | Bronz | Bronz            |
| ---------------------- | --- | -------------- | --- | ----------- | --- | ---------------- |
| 50 m gyorsúszás        | Meg Harris · Ausztrália | 24,02          | Vu Csing-feng (Wu Qingfeng) · Kína | 24,26       | Cseng Jü-csie (Cheng Yujie) · Kína | 24,28            |
| 100 m gyorsúszás       | Marrit Steenbergen · Hollandia | 52,55          | Mollie O'Callaghan · Ausztrália | 52,67       | Torri Huske · Egyesült Államok | 52,89            |
| 200 m gyorsúszás       | Mollie O'Callaghan · Ausztrália | 1:53,48        | Li Ping-csie (Li Bingjie) · Kína | 1:54,52     | Claire Weinstein · Egyesült Államok | 1:54,67          |
| 400 m gyorsúszás       | Summer McIntosh · Kanada | 3:56,26        | Li Ping-csie (Li Bingjie) · Kína | 3:58,21 AS  | Katie Ledecky · Egyesült Államok | 3:58,49          |
| 800 m gyorsúszás       | Katie Ledecky · Egyesült Államok | 8:05,62 CR     | Lani Pallister · Ausztrália | 8:05,98 OC  | Summer McIntosh · Kanada | 8:07,29          |
| 1500 m gyorsúszás      | Katie Ledecky · Egyesült Államok | 15:26,44       | Simona Quadarella · Olaszország | 15:31,79 ER | Lani Pallister · Ausztrália | 15:41,18         |
| 50 m hátúszás          | Katharine Berkoff · Egyesült Államok | 27,08 AM       | Regan Smith · Egyesült Államok | 27,25       | Van Lö-tien (Wan Letian) · Kína | 27,30            |
| 100 m hátúszás         | Kaylee McKeown · Ausztrália | 57,16 CR, OC   | Regan Smith · Egyesült Államok | 57,35       | Katharine Berkoff · Egyesült Államok | 58,15            |
| 200 m hátúszás         | Kaylee McKeown · Ausztrália | 2:03,33 CR     | Regan Smith · Egyesült Államok | 2:04,29     | Claire Curzan · Egyesült Államok | 2:06,04          |
| 50 m mellúszás         | Rūta Meilutytė · Litvánia | 29,55          | Tang Csien-ting (Tang Qianting) · Kína | 30,03       | Benedetta Pilato · Olaszország | 30,14            |
| 100 m mellúszás        | Anna Elendt · Németország | 1:05,19 NR     | Kate Douglass · Egyesült Államok | 1:05,27     | Tang Csien-ting (Tang Qianting) · Kína | 1:05,64          |
| 200 m mellúszás        | Kate Douglass · Egyesült Államok | 2:18,50 CR, AM | Jevgenyija Csikunova Független résztvevők B | 2:19,96     | Kaylene Corbett · Dél-afrikai Köztársaság | 2:23,52          |
| 200 m mellúszás        | Kate Douglass · Egyesült Államok | 2:18,50 CR, AM | Jevgenyija Csikunova Független résztvevők B | 2:19,96     | Alina Zmushka Független résztvevők A | 2:23,52          |
| 50 m pillangóúszás     | Gretchen Walsh · Egyesült Államok | 24,83          | Alexandria Perkins · Ausztrália | 25,31 =OC   | Roos Vanotterdijk · Belgium | 25,43            |
| 100 m pillangóúszás    | Gretchen Walsh · Egyesült Államok | 54,73 CR       | Roos Vanotterdijk · Belgium | 55,84       | Alexandria Perkins · Ausztrália | 56,33            |
| 200 m pillangóúszás    | Summer McIntosh · Kanada | 2:01,99 CR, AM | Regan Smith · Egyesült Államok | 2:04,99     | Elizabeth Dekkers · Ausztrália | 2:06,12          |
| 200 m vegyesúszás      | Summer McIntosh · Kanada | 2:06,69        | Alex Walsh · Egyesült Államok | 2:08,58     | Mary-Sophie Harvey · Kanada | 2:09,15          |
| 400 m vegyesúszás      | Summer McIntosh · Kanada | 4:25,78 CR     | Jenna Forrester · Ausztrália | 4:33,26     | Nem osztották ki | Nem osztották ki |
| 400 m vegyesúszás      | Summer McIntosh · Kanada | 4:25,78 CR     | Mio Narita · Japán | 4:33,26     | Nem osztották ki | Nem osztották ki |
| 4 × 100 m gyorsváltó   | Ausztrália · Mollie O'Callaghan (52,79) · Meg Harris (51,87) · Milla Jansen (52,89) · Olivia Wunsch (53,05) · Abbey Webb* · Hannah Casey*                                            | 3:30,60        | Egyesült Államok · Simone Manuel (53,09) · Kate Douglass (51,90) · Erin Gemmell (53,17) · Torri Huske (52,88) · Anna Moesch*                                              | 3:31,04     | Hollandia · Milou van Wijk (53,27) · Tessa Giele (54,13) · Sam van Nunen (54,85) · Marrit Steenbergen (51,64) · Femke Spiering* | 3:33,89          |
| 4 × 200 m gyorsváltó   | Ausztrália · Lani Pallister (1:54,77) · Jamie Perkins (1:55,13) · Brittany Castelluzzo (1:56,01) · Mollie O'Callaghan (1:53,44) · Abbey Webb* · Milla Jansen* · Hannah Casey*        | 7:39,35        | Egyesült Államok · Claire Weinstein (1:54,83) · Anna Peplowski (1:54,75) · Erin Gemmell (1:56,72) · Katie Ledecky (1:53,71) · Simone Manuel* · Anna Moesch* · Bella Sims* | 7:40,01 AM  | Kína · Liu Ja-hszin (Liu Yaxin) (1:55,94) · Yang Peiqi (1:55,84) · Jü Ji-ting (Yu Yiting) (1:56,37) · Li Ping-csie (Li Bingjie) (1:54,84) · Yu Zidi* · Vu Csing-feng (Wu Qingfeng)*                                                                 | 7:42,99          |
| 4 × 100 m vegyes váltó | Egyesült Államok · Regan Smith (57,57) · Kate Douglass (1:04,27) · Gretchen Walsh (54,98) · Torri Huske (52,52) · Katharine Berkoff* · Lilly King* · Claire Curzan* · Simone Manuel* | 3:49,34 WR     | Ausztrália · Kaylee McKeown (57,69) · Ella Ramsay (1:06,49) · Alexandria Perkins (56,26) · Mollie O'Callaghan (52,23) · Sienna Toohey*                                    | 3:52,67     | Kína · Peng Xuwei (59,94) · Tang Csien-ting (Tang Qianting) (1:05,48) · Csang Jü-fej (Zhang Yufei) (56,32) · Cseng Jü-csie (Cheng Yujie) (53,03) · Van Lö-tien (Wan Letian)* · Yang Chang* · Jü Ji-ting (Yu Yiting)* · Vu Csing-feng (Wu Qingfeng)* | 3:54,77          |

#### Vegyes
| Versenyszám            | Arany | Arany      | Ezüst | Ezüst      | Bronz | Bronz   |
| ---------------------- | --- | ---------- | --- | ---------- | --- | ------- |
| 4 × 100 m gyorsváltó   | Egyesült Államok · Jack Alexy (46,91) · Patrick Sammon (46,70) · Kate Douglass (52,43) · Torri Huske (52,44) · Chris Guiliano* · Johny Kulow* · Simone Manuel*    | 3:18,48 WR | Független résztvevők B Jegor Kornyev (47,69) Ivan Girjov (47,08) Daria Trofimova (52,42) Darja Klepikova (52,49) Vlagyiszlav Grinyov* Alina Gaifutdinova* Milana Stepanova*                                                     | 3:19,68 ER | Franciaország · Maxime Grousset (47,62) · Yann Le Goff (47,77) · Marie Wattel (52,74) · Béryl Gastaldello (53,22) · Rafael Fente-Damers* · Albane Cachot* | 3:21,35 |
| 4 × 100 m vegyes váltó | Független résztvevők B Miron Lifincev (51,78) Kirill Prigoda (57,56) Darja Klepikova (55,97) Darja Trofimova (52,66) Danyil Szemjanyinov* Alekszandra Kuznyecova* | 3:37,97 CR | Kína · Hszü Csia-jü (Xu Jiayu) (53,23) · Csin Haj-jang (Qin Haiyang) (58,14) · Csang Jü-fej (Zhang Yufei) (55,96) · Vu Csing-feng (Wu Qingfeng) (52,66) · Dong Zhihao* · Jü Ji-ting (Yu Yiting)* · Cseng Jü-csie (Cheng Yujie)* | 3:39,99    | Kanada · Kylie Masse (58,69) · Oliver Dawson (59,63) · Joshua Liendo (49,64) · Taylor Ruck (52,94) · Ingrid Wilm* · Brooklyn Douthwright*                 | 3:40,90 |

### Műugrás

#### Férfiak
| Versenyszám        | Arany                                                 | Arany  | Ezüst                                                   | Ezüst  | Bronz                                            | Bronz  |
| ------------------ | ----------------------------------------------------- | ------ | ------------------------------------------------------- | ------ | ------------------------------------------------ | ------ |
| 1 m műugrás        | Zheng Jiuyuan · Kína                                  | 443,70 | Osmar Olvera · Mexikó                                   | 429,60 | Yan Siyu · Kína                                  | 405,50 |
| 3 m műugrás        | Osmar Olvera · Mexikó                                 | 529,55 | Cao Jüan (Cao Yuan) · Kína                              | 522,70 | Vang Cung-jüan (Wang Zongyuan) · Kína            | 515,55 |
| 10 m toronyugrás   | Cassiel Rousseau · Ausztrália                         | 534,80 | Olekszij Szereda · Ukrajna                              | 515,20 | Randal Willars · Mexikó                          | 511,95 |
| 3 m szinkronugrás  | Kína · Vang Cung-jüan (Wang Zongyuan) · Zheng Jiuyuan | 467,31 | Mexikó · Juan Celaya · Osmar Olvera                     | 449,28 | Nagy-Britannia · Anthony Harding · Jack Laugher  | 405,33 |
| 10 m szinkronugrás | Kína · Zhu Zifeng · Cheng Zilong                      | 429,63 | Független résztvevők B Nyikita Slejher Ruszlan Ternovoj | 428,70 | Egyesült Államok · Joshua Hedberg · Carson Tyler | 410,70 |

#### Nők
| Versenyszám        | Arany                                          | Arany  | Ezüst                                                | Ezüst  | Bronz                                              | Bronz  |
| ------------------ | ---------------------------------------------- | ------ | ---------------------------------------------------- | ------ | -------------------------------------------------- | ------ |
| 1 m műugrás        | Maddison Keeney · Ausztrália                   | 308,00 | Li Yajie · Kína                                      | 290,25 | Chiara Pellacani · Olaszország                     | 270,80 |
| 3 m műugrás        | Csen Ji-ven (Chen Yiwen) · Kína                | 389,70 | Chen Jia · Kína                                      | 356,40 | Chiara Pellacani · Olaszország                     | 323,20 |
| 10 m toronyugrás   | Csen Jü-hszi (Chen Yuxi) · Kína                | 430,50 | Pauline Pfeif · Németország                          | 367,10 | Xie Peiling · Kína                                 | 358,20 |
| 3 m szinkronugrás  | Kína · Chen Jia · Csen Ji-ven (Chen Yiwen)     | 325,20 | Nagy-Britannia · Yasmin Harper · Scarlett Mew Jensen | 298,35 | Mexikó · Lía Cueva · Mía Cueva                     | 294,36 |
| 10 m szinkronugrás | Kína · Csen Jü-hszi (Chen Yuxi) · Zhang Minjie | 349,26 | Mexikó · Gabriela Agúndez · Alejandra Estudillo      | 304,80 | Észak-Korea · Cso Dzsinmi (Jo Jin-mi) · Kim Mi-hwa | 293,34 |

#### Vegyes
| Versenyszám        | Arany                                                                                           | Arany  | Ezüst                                                                       | Ezüst  | Bronz                                                         | Bronz  |
| ------------------ | ----------------------------------------------------------------------------------------------- | ------ | --------------------------------------------------------------------------- | ------ | ------------------------------------------------------------- | ------ |
| 3 m szinkronugrás  | Olaszország · Chiara Pellacani · Matteo Santoro                                                 | 308,13 | Ausztrália · Maddison Keeney · Cassiel Rousseau                             | 307,26 | Kína · Li Yajie · Cheng Zilong                                | 305,70 |
| 10 m szinkronugrás | Kína · Zhu Yongxin · Xie Peiling                                                                | 323,04 | Észak-Korea · Choe Wi-hyon · Cso Dzsinmi (Jo Jin-mi)                        | 322,98 | Független résztvevők B Olekszandr Bondar Anna Konanihina      | 311,88 |
| Csapatverseny      | Kína · Csen Ji-ven (Chen Yiwen) · Cao Jüan (Cao Yuan) · Csen Jü-hszi (Chen Yuxi) · Cheng Zilong | 466,25 | Mexikó · Alejandra Estudillo · Osmar Olvera · Zyanya Parra · Randal Willars | 426,30 | Japán · Rin Kaneto · Szajaka Mikami · Reo Nishida · Sho Sakai | 409,65 |

### Szupertoronyugrás
| Versenyszám | Arany                                 | Arany  | Ezüst                         | Ezüst  | Bronz                         | Bronz  |
| ----------- | ------------------------------------- | ------ | ----------------------------- | ------ | ----------------------------- | ------ |
| Férfi       | James Lichtenstein · Egyesült Államok | 428,90 | Carlos Gimeno · Spanyolország | 425,30 | Constantin Popovici · Románia | 408,70 |
| Női         | Rhiannan Iffland · Ausztrália         | 359,25 | Simone Leathead · Kanada      | 314,50 | Maya Kelly · Egyesült Államok | 310,00 |

### Szinkronúszás

#### Férfiak
| Versenyszám           | Arany                                    | Arany    | Ezüst                           | Ezüst    | Bronz                        | Bronz    |
| --------------------- | ---------------------------------------- | -------- | ------------------------------- | -------- | ---------------------------- | -------- |
| Egyéni szabad program | Alekszandr Malcev Független résztvevők B | 229,5613 | Guo Muye · Kína                 | 220,1926 | Filippo Pelati · Olaszország | 213,9850 |
| Egyéni rövid program  | Alekszandr Malcev Független résztvevők B | 251,7133 | Dennis González · Spanyolország | 241,1667 | Diego Villalobos · Mexikó    | 238,1600 |

#### Nők
| Versenyszám           | Arany                                                     | Arany    | Ezüst                                            | Ezüst    | Bronz                                                | Bronz    |
| --------------------- | --------------------------------------------------------- | -------- | ------------------------------------------------ | -------- | ---------------------------------------------------- | -------- |
| Egyéni szabad program | Iris Tió · Spanyolország                                  | 245,1913 | Xu Huiyan · Kína                                 | 241,0025 | Vaszilina Handoska Független résztvevők A            | 239,5437 |
| Egyéni rövid program  | Xu Huiyan · Kína                                          | 272,9917 | Vaszilina Handoska Független résztvevők A        | 260,5416 | Iris Tió · Spanyolország                             | 260,2917 |
| Páros szabad program  | Spanyolország · Lilou Lluís Valette · Iris Tió            | 282,6087 | Olaszország · Enrica Piccoli · Lucrezia Ruggiero | 278,7137 | Független résztvevők B Majja Dorosko Tatyjana Gajdaj | 277,1117 |
| Páros rövid program   | Ausztria · Anna-Maria Alexandri · Eirini-Marina Alexandri | 307,1450 | Kína · Lin Yanhan · Lin Yanjun                   | 301,4057 | Független résztvevők B Majja Dorosko Tatyjana Gajdaj | 300,2183 |

#### Vegyes
| Versenyszám           | Arany                                                          | Arany    | Ezüst                                                      | Ezüst    | Bronz                                             | Bronz    |
| --------------------- | -------------------------------------------------------------- | -------- | ---------------------------------------------------------- | -------- | ------------------------------------------------- | -------- |
| Vegyes szabad program | Spanyolország · Dennis González · Iris Tió                     | 323,8563 | Független résztvevők B Alekszandr Malcev Oleszja Platonova | 323,4438 | Nagy-Britannia · Isabelle Thorpe · Ranjuo Tomblin | 322,0583 |
| Vegyes rövid program  | Független résztvevők B Majja Gurbanbergyieva Alekszandr Malcev | 233,2100 | Spanyolország · Dennis González · Mireia Hernández         | 230,4634 | Olaszország · Filippo Pelati · Lucrezia Ruggiero  | 228,0275 |

#### Csapat
| Versenyszám           | Arany | Arany    | Ezüst | Ezüst    | Bronz | Bronz    |
| --------------------- | --- | -------- | --- | -------- | --- | -------- |
| Akrobatikus kűr       | Kína · Chang Hao · Cheng Wentao · Feng Jü (Feng Yu) · Lin Yanhan · Lin Yanjun · Xiang Binxuan · Xu Huiyan · Zhang Yayi | 229,0186 | Független résztvevők B Anna Andrianova Anasztaszija Bahtireva Darja Gelosvili Jekatyerina Koszszova Jelizaveta Minajeva Evelina Szimonova Jelizaveta Szmirnova Agnyija Tulupova | 224,7291 | Spanyolország · Cristina Arambula · Meritxell Ferré · Marina García Polo · Dennis González Boneu · Lilou Lluis Valette · Meritxell Mas · Paula Ramírez · Sara Saldaña | 221,0962 |
| Csapat szabad program | Kína · Chang Hao · Cheng Wentao · Dai Shiyi · Feng Jü (Feng Yu) · Li Xiuchen · Lin Yanhan · Xiang Binxuan · Xu Huiyan  | 348,4779 | Japán · Kaho Aitaka · Moka Fujii · Moe Higa · Yuka Kawase · Uta Kobayashi · Tomoka Sato · Nao Shirahase · Sakurako Uchida                                                       | 334,7232 | Spanyolország · Cristina Arambula · Meritxell Ferré · Marina García Polo · Dennis González Boneu · Alisa Ozhogina · Paula Ramírez · Sara Saldaña · Iris Tió           | 321,1328 |
| Csapat rövid program  | Kína · Chang Hao · Cheng Wentao · Dai Shiyi · Feng Jü (Feng Yu) · Li Xiuchen · Lin Yanhan · Xiang Binxuan · Xu Huiyan  | 307,8001 | Független résztvevők B Anna Andrianova Anasztaszija Bahtireva Darja Gelosvili Jekatyerina Koszszova Jelizaveta Minajeva Evelina Szimonova Jelizaveta Szmirnova Agnyija Tulupova | 300,6183 | Spanyolország · Cristina Arambula · Meritxell Ferré · Marina García Polo · Lilou Lluis Valette · Alisa Ozhogina · Paula Ramírez · Sara Saldaña · Iris Tió             | 294,8575 |

* - tartalék versenyzők

### Nyílt vízi úszás

#### Férfiak
| Versenyszám            | Arany                           | Arany     | Ezüst                              | Ezüst     | Bronz                                | Bronz     |
| ---------------------- | ------------------------------- | --------- | ---------------------------------- | --------- | ------------------------------------ | --------- |
| Kieséses sprint (3 km) | Florian Wellbrock · Németország | 5:46,0    | Betlehem Dávid · Magyarország      | 5:47,7    | Marc-Antoine Olivier · Franciaország | 5:51,1    |
| 5 km                   | Florian Wellbrock · Németország | 57:26,4   | Gregorio Paltrinieri · Olaszország | 57:29,3   | Marc-Antoine Olivier · Franciaország | 57:30,4   |
| 10 km                  | Florian Wellbrock · Németország | 1:59:55,5 | Gregorio Paltrinieri · Olaszország | 1:59:59,2 | Kyle Lee · Ausztrália                | 2:00:10,3 |

#### Nők
| Versenyszám            | Arany                       | Arany     | Ezüst                           | Ezüst     | Bronz                         | Bronz     |
| ---------------------- | --------------------------- | --------- | ------------------------------- | --------- | ----------------------------- | --------- |
| Kieséses sprint (3 km) | Ichika Kajimoto · Japán     | 6:19,9    | Ginevra Taddeucci · Olaszország | 6:21,9    | Moesha Johnson · Ausztrália   | 6:23,1    |
| Kieséses sprint (3 km) | Ichika Kajimoto · Japán     | 6:19,9    | Ginevra Taddeucci · Olaszország | 6:21,9    | Fábián Bettina · Magyarország | 6:23,1    |
| 5 km                   | Moesha Johnson · Ausztrália | 1:02:01,3 | Ginevra Taddeucci · Olaszország | 1:02:02,3 | Ichika Kajimoto · Japán       | 1:02:28,9 |
| 10 km                  | Moesha Johnson · Ausztrália | 2:07:51,3 | Ginevra Taddeucci · Olaszország | 2:07:55,7 | Lisa Pou · Monaco             | 2:07:57,5 |

#### Csapat
| Versenyszám | Arany                                                                               | Arany     | Ezüst                                                                                      | Ezüst     | Bronz                                                                                           | Bronz     |
| ----------- | ----------------------------------------------------------------------------------- | --------- | ------------------------------------------------------------------------------------------ | --------- | ----------------------------------------------------------------------------------------------- | --------- |
| 6 km        | Németország · Celine Rieder · Oliver Klemet · Isabel Marie Gose · Florian Wellbrock | 1:09:13,3 | Olaszország · Barbara Pozzobon · Ginevra Taddeucci · Marcello Guidi · Gregorio Paltrinieri | 1:09:15,4 | Magyarország · Fábián Bettina · Mihályvári-Farkas Viktória · Rasovszky Kristóf · Betlehem Dávid | 1:09:16,7 |

### Vízilabda
| Versenyszám | Arany | Ezüst | Bronz |
| ----------- | --- | --- | --- |
| Férfi       | Spanyolország · Unai Aguirre · Alberto Munárriz · Álvaro Granados · Bernat Sanahuja · Miguel de Toro · Marc Larumbe · José Javier Sánchez · Sergi Cabañas · Roger Tahull · Felipe Perrone · Unai Biel Lara · Alejandro Bustos · Eduardo Lorrio · Biel Gomila Faiges · Fran Valera    | Magyarország · Angyal Dániel · Burián Gergely · Csoma Kristóf · Fekete Gergő · Jansik Szilárd · Kovács Péter · Manhercz Krisztián · Mizsei Márton · Molnár Erik · Nagy Ádám · Nagy Ákos · Vámos Márton · Vigvári Vendel · Vigvári Vince · Vismeg Zsombor              | Görögország · Panajiótisz Dzordzátosz · Konsztandínosz Jenidúniasz · Dimítrisz Szkumbákisz · Konsztandínosz Gyuvécisz · Sztilianósz Arjirópulosz · Árisz Halivópulosz · Nikólaosz Gílasz · Sztáthisz Kalojerópulosz · Ioannis Alafragkis · Konsztandínosz Kákarisz · Dimítri Nikolaídi · Nikólaosz Papanikoláu · Emmanouil Andreadis · Evangelos Pouros · Níkosz Gardíkasz |
| Női         | Görögország · Joána Sztamatopúlu · Elefthería Plevrítu · Fotiní Trihá · Sztefanía Szánda · Athiná Janopúlu · Eléni Xenáki · Iríni Nínu · María Pátra · Hrisztína Sziúti · Vászo Plevrítu · Szofía Tornáru · María Miriokefalitáki · Alexía Dzúrka · Dioniszía Kuréta · Neféli Kraszá | Magyarország · Dömsödi Dalma · Faragó Kamilla · Garda Krisztina · Hajdú Kata · Keszthelyi Rita · Leimeter Dóra · Neszmély Boglárka · Peresztegi Nagy Kinga · Rybanska Natasa · Sümegi Nóra · Szilágyi Dorottya · Tiba Panna · Torma Luca · Varró Eszter · Vályi Vanda | Spanyolország · Mariona Terre Marti · Ariadna Ruiz · Anni Espar · Beatriz Ortiz · Nona Pérez · Paula Crespí · Elena Ruiz · Paula Prats Rodriguez · Daniela Moreno Perez · Paula Camus · Irene González · Paula Leitón · Martina Terré · Carlota Peñalver · |